# 前田拳太郎
前田 拳太郎（まえだ けんたろう、1999年〈平成11年〉9月6日 - ）は、日本の俳優。劇団EXILEのメンバー。
埼玉県出身。LDH JAPAN所属。獨協大学経済学部卒業。

## 経歴
幼稚園児のころ「仮面ライダーになりたい」と言っていたことがきっかけで俳優を目指す。
2018年、大学入学後に「第31回ジュノン・スーパーボーイ・コンテスト」にてBEST30に選出されたがその後の審査で落選し、一度俳優になる夢を諦める。しかし大学で入部した社交ダンス部の活動がコロナ禍によって停止となり、将来を考えた時に俳優になる夢を叶えたいと思い事務所を探すことにした。
2020年夏ごろからEXPG STUDIOで演技レッスンを受ける。
2021年4月、テレビ東京系ドラマ『ラブコメの掟〜こじらせ女子と年下男子〜』に出演。同年7月1日よりLDH JAPAN所属となった。
2021年9月5日から2022年8月28日までに放送された、特撮テレビドラマ『仮面ライダーリバイス』にて五十嵐一輝 / 仮面ライダーリバイ役でドラマ初主演を務めた。
2022年11月1日、劇団EXILEに加入。

## 人物
- 趣味は読書、漫画、アニメ鑑賞[1][2]。好きな漫画は『BADBOYS』と『ろくでなしBLUES』[2]。好きなアニメは「〈物語〉シリーズ」『STEINS;GATE 』『Re:ゼロから始める異世界生活』『やはり俺の青春ラブコメはまちがっている。』『けいおん!』『Angel Beats!』など[12]。好きなスーパー戦隊シリーズは『爆竜戦隊アバレンジャー』と『特捜戦隊デカレンジャー』、仮面ライダーシリーズは『仮面ライダーカブト』と『仮面ライダー電王』[2]。好きな映画は『バイオハザード』シリーズ[12]。好きな匂いはバニラベースのレディースものの香水の匂い[12]。お化けと虫が苦手である[12]。特技は空手三段[2]、社交ダンス[4]。空手については14～15年ほど習っており[13]、全国中学生空手道選手権大会にて団体形で優勝した経験を持つ[9][6]。社交ダンスは大学の部活動で始め、学生競技ダンス連盟の種目別で優勝した[6]。
- 妹はアイドルグループ・BEYOOOOONDSの前田こころ[14][15][16]であり、彼女がアイドルになりたいという夢を叶えた姿を見て、自身も芸能界や俳優の道を諦めず、素直になれたなど芸能界に入って一番影響を受けた人物として挙げている[12]。
- 元モーニング娘。で女優の工藤遥とは幼馴染で、家族ぐるみで仲が良いという[14]。
- LDH JAPAN所属以前は、EXPG STUDIO東京校育成候補生だった[17]。
- 憧れの俳優は横浜流星[12]。

## 出演
主演のものは太字で表示。

### ドラマ

#### テレビドラマ
- ラブコメの掟〜こじらせ女子と年下男子〜 第1回（2021年4月8日、テレビ東京）
- 仮面ライダーシリーズ（テレビ朝日）
  - 仮面ライダーセイバー 増刊号（2021年8月29日） - 五十嵐一輝 / 仮面ライダーリバイ 役[18]
  - 仮面ライダーリバイス（2021年9月5日 - 2022年8月28日） - 主演・五十嵐一輝 / 仮面ライダーリバイ / 仮面ライダージャックリバイス / 仮面ライダーリバイス 役（木村昴とのW主演）[19]
- 女神の教室〜リーガル青春白書〜（2023年1月9日 - 3月20日、フジテレビ） - 水沢拓磨 役[20][21]
- わたしのお嫁くん（2023年4月12日 - 6月21日、フジテレビ） - 花妻蘭 役[22]
- 君には届かない。（2023年9月27日 - 11月15日、TBS） - 主演・ヤマト 役（柏木悠とダブル主演）[23][24]
- トクメイ!警視庁特別会計係（2023年10月16日 - 12月25日、関西テレビ・フジテレビ） - 月村久 役[25]
- 松本清張ドラマスペシャル 第一夜「顔」（2024年1月3日、テレビ朝日） - 森尾亘 役[26]
- ジャンヌの裁き 第4話（2024年2月2日、テレビ東京） - 淡路宗一郎 役
- 君とゆきて咲く〜新選組青春録〜（2024年4月25日 - 9月12日、テレビ朝日） - 主演・鎌切大作 役（奥智哉とダブル主演）[27]
- ダーウィンが行く!?（2024年8月20日、NHK総合） - 津田慶太 役[28]
- 嗤う淑女 第7話 - 最終話（2024年9月7日 - 21日、東海テレビ・フジテレビ系） - 野々宮弘樹 役[29]
- D&D〜医者と刑事の捜査線〜（2024年10月18日 - 11月29日、テレビ東京） - 牧野真二 役[30]
- こんなところで裏切り飯 〜嵐を呼ぶ七人の役員〜（2025年1月16日 - 3月20日、中京テレビ・日本テレビ） - 新庄凛太郎 役[31]
- PJ 〜航空救難団〜（2025年4月24日 - 6月19日、テレビ朝日） - 白河智樹 役[32]

#### ウェブドラマ
- 仮面ライダーシリーズ
  - 仮面ライダーリバイス The Mystery（2022年1月30日 - 2月27日、TELASA） - 主演・五十嵐一輝 / 仮面ライダーリバイ 役[33]
  - リバイスレガシー 仮面ライダーベイル 第1・5話（2022年3月27日・5月22日、東映特撮ファンクラブ） - 五十嵐一輝 役[34]
  - TTFC産直シアター 仮面ライダーリバイス（2022年5月29日、東映特撮ファンクラブ） - 仮面ライダーリバイ 役
  - 『劇場版 仮面ライダーリバイス』スピンオフ配信ドラマ『Birth of Chimera』（2022年7月22日、東映特撮ファンクラブ） - 五十嵐一輝 役[35]
  - 仮面ライダージュウガVS仮面ライダーオルテカ（2023年4月30日・5月7日） - 五十嵐一輝 役
- わたしのお嫁くん 特別編（2023年6月21日、FOD） - 花妻蘭 役[36]

### 映画
- 仮面ライダーシリーズ（東映）
  - セイバー+ゼンカイジャー スーパーヒーロー戦記（2021年7月22日公開） - 仮面ライダーリバイ 役[4]
  - 劇場版 仮面ライダーリバイス（2021年7月22日公開） - 主演・五十嵐一輝 / 仮面ライダーリバイ 役（木村昴とのW主演）[4]
  - 仮面ライダー ビヨンド・ジェネレーションズ（2021年12月17日公開） - 主演・五十嵐一輝 / 仮面ライダーリバイ 役（木村昴・内藤秀一郎とのトリプル主演）[37]
  - 劇場版 仮面ライダーリバイス バトルファミリア（2022年7月22日公開） - 主演・五十嵐一輝 / 仮面ライダーリバイ 役（木村昴とのW主演）[38]
  - 仮面ライダーギーツ×リバイス MOVIEバトルロワイヤル（2022年12月23日公開） - 主演・五十嵐一輝 / 仮面ライダーリバイ 役（木村昴・簡秀吉とのトリプル主演）[39]
- 劇場版 美しい彼〜eternal〜（2023年4月7日公開、カルチュア・パブリッシャーズ） - 桐谷恵介 役[40]
- 栄光のバックホーム（2025年11月28日公開予定、ギャガ） - 北條史也 役[41]

### 劇場アニメ
- ふれる。（2024年10月4日公開、東宝 / アニプレックス） - 主演・井ノ原優太 役（永瀬廉・坂東龍汰とのトリプル主演）[42]

### 舞台
- サクラガーデンの約束（2021年6月26日、京王プラザホテル） - 鶯端午 役
- BOOK ACT 2023 NEW YEAR SPECIAL「僕らは人生で一回だけ魔法が使える」（2023年1月）[43]
- BOOK ACT FINAL「僕らは人生で一回だけ魔法が使える」（2024年2月）[44]
- 朗読劇「恋空」（2024年6月8日、シアター1010） - 桜井弘樹（ヒロ） 役[45]

### 情報番組
- めざましテレビ（2023年4月5日 - 26日、フジテレビ） - マンスリーエンタメプレゼンター[46]

### オリジナルビデオ
- 仮面ライダーシリーズ
  - てれびくん超バトルDVD 仮面ライダーリバイス コアラVSカンガルー!!結婚式のチューしんで愛をさけぶ!?（2022年） - 五十嵐一輝 / 仮面ライダーリバイ 役
  - DEAR GAGA（2022年） - 五十嵐一輝 役[47]
  - てれびくん超バトルDVD 仮面ライダーリバイス 2号ライダーはじめました～♪（2022年） - 五十嵐一輝 / 仮面ライダーリバイ 役
  - リバイスForward 仮面ライダーライブ&エビル&デモンズ（2023年） - 五十嵐一輝 役[48][49]

### CM
- 丸大食品 仮面ライダーリバイス フィッシュソーセージ&ウインナー（2021年）[50]
- 大塚製薬 仮面ライダーリバイス×オロナミンC（2022年）[51]
- リクルートホールディングス タウンワーク（2024年 - ）[52]

### ゲーム
- 仮面ライダーバトル ガンバライジング（2021年、アーケード） - 仮面ライダーリバイ[53] / 仮面ライダーリバイス 役
- 仮面ライダーバトル ガンバレジェンズ（2023年、アーケード） - 仮面ライダーリバイ / 仮面ライダーリバイス 役

### 玩具
- 仮面ライダーリバイス DXギファードレックスバイスタンプ（2022年6月25日、バンダイ） - 五十嵐一輝 役
- 仮面ライダーリバイス DXフィフティゲイルバイスタンプ（2022年12月、プレミアムバンダイ） - 五十嵐一輝 役
- 仮面ライダーリバイス DXメモリアルバイスタンプ セレクション01 五十嵐一輝&悪魔バイスセット（2023年2月、プレミアムバンダイ） - 五十嵐一輝 役

## ディスコグラフィ

### キャラクターソング
| 発売日        | 商品名 | 歌                                                                       | 楽曲                | 備考                                                                         |
| ------------- | --- | ------------------------------------------------------------------------ | ------------------- | ---------------------------------------------------------------------------- |
| 2022年9月21日 | 仮面ライダーリバイス SONG BEST                                                                                              | 五十嵐一輝（前田拳太郎）、五十嵐大二（日向亘）、五十嵐さくら（井本彩花） | 「Go with the flo」 | テレビドラマ『仮面ライダーリバイス』挿入歌                                   |
| 2022年9月21日 | 仮面ライダーリバイス SONG BEST                                                                                              | 五十嵐一輝（前田拳太郎）、バイス（木村昴）                               | 「VOLCANO」         | テレビドラマ『仮面ライダーリバイス』挿入歌                                   |
| 2022年9月21日 | 仮面ライダーリバイス SONG BEST                                                                                              | 五十嵐一輝（前田拳太郎）                                                 | 「君はそのままで」  | テレビドラマ『仮面ライダーリバイス』挿入歌                                   |
| 2022年9月21日 | 仮面ライダーリバイス SONG BEST                                                                                              | 五十嵐一輝（前田拳太郎）、門田ヒロミ（小松準弥）                         | 「Without you」     | Webドラマ『仮面ライダーリバイス The Mystery』主題歌                          |
| 2023年5月10日 | 『リバイスForward 仮面ライダーライブ&エビル&デモンズ DXジャイアントスパイダー&メガバットバイスタンプセット版』付属 主題歌CD | #ナイスファミリバ                                                        | 「Love yourself」   | オリジナルビデオ『リバイスForward 仮面ライダーライブ&エビル&デモンズ』主題歌 |

### 写真集
- Awake（2023年2月14日、KADOKAWA）
- 前田拳太郎パーソナルブック（2024年11月22日、KADOKAWA）[54]

### ユニットメンバー
1. ↑  前田拳太郎、日向亘、井本彩花、濱尾ノリタカ、浅倉唯、関隼汰、八条院蔵人、小松準弥